# Internationales Konzert: Solidarität mit Chile
Internationales Konzert: Solidarität mit Chile è un album pubblicato nel 1974 dalla Pläne (casa discografica della allora Germania Ovest) documenta, come indicato sulla copertina, un concerto di solidarietà al Cile (pochi mesi prima c'era stato il colpo di stato del generale Augusto Pinochet che aveva deposto il governo di Salvador Allende) organizzato dalla SDAJ (Sozialistische Deutsche Arbeiterjugend) e svoltosi ad Hannover il 19 maggio del 1974.
Tutti i brani sono stati registrati dal vivo in questa occasione. Al concerto parteciparono gruppi di varie nazionalità (vedi track-list).
Questo disco non è mai stato ristampato in digitale.

## Tracce
1. The Family Of Man - (K.Dallas) - Colin Wilkie & Shirley Hart (Inghilterra)
2. Bayerisches Heimatlied - (D.Süverkrüp) - Dieter Süverkrüp (Germania Ovest)
3. Lagerlied - (D.Süverkrüp) - Dieter Süverkrüp (Germania Ovest)
4. Men Behind The Wire - (P.McGuigan) - The Sands Family (Irlanda del Nord)
5. All The Little Children - (T.Sands) - The Sands Family (Irlanda del Nord)
6. Winds Are Singing Freedom - (T. Makem) - The Sands Family (Irlanda del Nord)
7. Auf Welcher Seite Stehst Du - (Agit Prop) - Agit Prop (Finlandia)
8. Frieden, Freundschaft, Solidarität - (Agit Prop) - Agit Prop (Finlandia)
9. Lo que más quiero - (V.Parra - I.Parra) - Inti-Illimani (Cile)
10. La partida - (V.Jara) - Inti-Illimani (Cile)
11. Chile herido - (Inti-Illimani - Luis Advis) - Inti-Illimani (Cile)
12. El pueblo unido jamás será vencido - (S.Ortega - Quilapayún) - Inti-Illimani (Cile)

## Formazione degli Inti-Illimani
- Jorge Coulón
- Horacio Durán
- Horacio Salinas
- Max Berrú
- José Miguel Camus
- José Seves

## Collaboratori
- Helga Clauss: disegno di copertina